# Carl Nicoladoni
Carl Nicoladoni (ur. 23 kwietnia 1847 w Wiedniu, zm. 4 grudnia 1902 tamże) – austriacki chirurg. 
Studiował na Uniwersytecie Wiedeńskim, potem asystent Dumreichera. W 1876 privatdozentem w dziedzinie chirurgii, a w 1881 profesorem chirurgii na Uniwersytetecie w Innsbrucku, od 1895 na katedrze chirurgii Grazu. 
Zajmował się głównie ortopedią i chirurgią rekonstrukcyjną. Opublikował szereg prac na temat diagnostyki skolioz. Jest cytowany jako autor pierwszej udanej operacji zastąpienia amputowanego kciuka palcem stopy. Wprowadził nowe techniki operacyjne leczenia uchyłków przełyku i skrętu powrózka nasiennego.